# S Dua Aek Nabara
S Dua Aek Nabara is een bestuurslaag in het regentschap Labuhan Batu van de provincie Noord-Sumatra, Indonesië. S Dua Aek Nabara telt 777 inwoners (volkstelling 2010).